# Gilberto da Silva Melo
Gilberto da Silva Melo, kallad Gilberto, född 25 april 1976 i Rio de Janeiro, är en brasiliansk före detta fotbollsspelare som debuterade i det Brasilianska landslaget 2003 och var uttagen i lagets trupp till VM 2006. Han har tidigare spelat för bland annat Hertha Berlin, Tottenham Hotspur och en mängd brasilianska klubbar.

## Meriter/titlar
- Brasiliansk ligamästare 2000 (Vasco da Gama),
- Copa America 2004, 2007
- FIFA Confederations Cup 2005